# Florian David
Florian David, né le 16 novembre 1992 à Champigny-sur-Marne, est un footballeur français, international guadeloupéen. Il joue au poste d'attaquant au FC Swift Hesperange.

## Biographie

### Carrière en club
En manque de temps de jeu avec Grenoble il est prêté au Vendée Les Herbiers Football en championnat national pour la fin de la saison 2017-2018. Et si la saison en championnat ne connaît pas une issue heureuse, le club vendéen fait un parcours remarqué en Coupe de France, atteignant la finale de la compétition. Les Herbiers s'inclinent 2-0 à ce stade face aux champions en titre du PSG – dans ce qui aura été une des finales les plus déséquilibrées de l'histoire de la coupe – gravant néanmoins leur nom dans l'histoire du football vendéen.
Florian David joue un rôle important dans l'épopée des Herbiers : il est notamment l'auteur en demi-finale du but du 1-0 contre le FC Chambly.

### Carrière en sélection nationale
International guadeloupéen depuis 2018, il a notamment participé à la Ligue des nations de la CONCACAF.
En juin 2025, il est convoqué pour disputer la Gold Cup 2025.

## Palmarès
- Les Herbiers
  - Finaliste de la Coupe de France en 2018